# Tatranská Javorina
Tatranská Javorina (in polacco Jaworzyna Spiska, in ungherese Jávorina, in tedesco Uhrngarten) è un comune della Slovacchia facente parte del distretto di Poprad, nella regione di Prešov.

## Storia
Nelle cronache storiche, il villaggio fu menzionato per la prima volta nel 1320.
Il 27 settembre 1938 l'esercito polacco dopo il Patto di Monaco entrò a Javorina e annetté un territorio di circa 110 km². Il paese fu riconquistato dagli slovacchi il 1º settembre 1939 nel corso dell'Invasione slovacca della Polonia, in cui la Slovacchia riuscì a recuperare tutti i territori di confine annessi dalla Polonia sia nel 1920 sia nel 1938.
Fino al 1993 il paese era chiamato semplicemente Javorina, nome che in slovacco e nel dialetto locale tedesco significa "boschetto di aceri".